# Henrik Lund (Dichter)

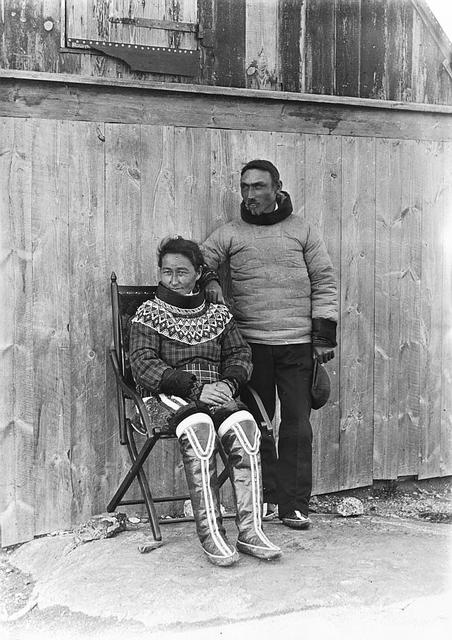
Henrik Lund mit seiner Frau (1911)

Henning Jakob Henrik „Intalêraĸ“ Lund (* 29. September 1875 in Nanortalik; † 17. Juni 1948 in Narsaq) war ein grönländischer Dichter, Pastor, Katechet, Maler, Komponist und Landesrat.

## Leben

### Ausbildung und Zeit in Ostgrönland
Henrik Lund war der Sohn des Katecheten Christen Peter Jens Severin Isak Lund (1848–1922) und seiner Frau Athalie Sophie Margrethe Christiane Hansen (1845–1919). Henrik Lund ließ sich bis 1897 an Grønlands Seminarium zum Katecheten ausbilden. Er gehörte nicht zu den besten Schülern seines Jahrgangs, aber schon zu dieser Zeit wurde er mit dem Vorschlag konfrontiert, Missionar in Ostgrönland zu werden. Ostgrönland war 1894 kolonisiert worden und die dort ansässigen Tunumiit sollten zum Christentum bekehrt werden.
Missionar Frederik Carl Peter Rüttel wählte ihn schließlich aus, als Katechet in Ostgrönland zu dienen. Da Henrik Lund im äußersten Süden Grönlands aufgewachsen war, wohin Ende des 19. Jahrhunderts zahlreiche Tunumiit zogen, kannte er die Kultur und sein südgrönländischer Dialekt ähnelte auch der ostgrönländischen Sprache. Er hatte zudem familiäre Verbindungen nach Ostgrönland, da sein Onkel Johannes „Hanseeraq“ Hansen (1837–1911) in den 1880er Jahren Mitglied der Frauenbootexpedition gewesen war, die den Kontakt zu den Tunumiit in Ostgrönland hergestellt hatte. Auch dessen Neffe – also Henrik Lunds Cousin – Johan Petersen (1867–1960) war Mitglied der Expedition gewesen und wurde 1894 zum ersten Kolonialverwalter in Ostgrönland ernannt.
Nach Abschluss der Ausbildung am Seminarium war er eine Zeitlang Katechet in seinem Geburtsort Nanortalik. Er heiratete am 23. April 1899 in Qaqortoq Karoline Malene Justine Haldora Egede (1877–1979), Tochter des Udstedsverwalters Johan Jakob Egede und seiner Frau Juliane Caroline Mariane. Anschließend reiste das Paar mangels einer Schiffsverbindung zwischen West- und Ostgrönland nach Dänemark, wo sie überwinterten und im Folgejahr nach Tasiilaq kamen, wo er die folgenden rund zehn Jahre als Missionskatechet wirkte.

### Als Katechet und Pastor in Südgrönland
1909 verließ er Ostgrönland und kehrte nach Südgrönland zurück, wo er 1910 als Katechet in Alluitsup Paa angestellt wurde. 1912 wechselte er in seinen Geburtsort Nanortalik und kehrte im Folgejahr nach Alluitsup Paa zurück. 1919 wurde er zum Oberkatecheten in Narsaq ernannt. Von 1923 bis 1932 saß er zwei Wahlperioden lang für Narsaq im südgrönländischen Landesrat. 1936 wurde er in Kopenhagen zum Pastor geweiht und wirkte als solcher bis zu seinem Tod in Narsaq. Er starb am 17. Juni 1948 im Alter von 72 Jahren an einer Hirnblutung.
Seine Frau überlebte ihn um 31 Jahre und wurde die erste Person in Grönland, die bewiesenermaßen über hundert Jahre alt wurde. Aus der Ehe gingen mehrere Kinder hervor, darunter die beiden Landesratsmitglieder Jakob Lund (1900–1979) und Isak Lund (1902–1949). Zwei Schwiegersöhne waren der Autor und Künstler Hans Lynge (1906–1988) und der Pastor und Politiker Rink Kleist (1912–1977). Zu den Enkelkindern gehören der Politiker Henrik Lund (1939–2003), der Journalist Niels Henrik Lynge (* 1937), der Politiker Torben Emil Lynge (1940–2023), der Politiker Kaj Kleist (* 1943), die Politikerin Augusta Salling (* 1954) und der Politiker Kalistat Lund (* 1959).
Henrik Lund wurde 1921 zum Dannebrogsmand ernannt und 1947 mit der Verdienstmedaille Ingenio et arti ausgezeichnet.

## Künstlerisches Wirken

### Wirken als Maler
Während seiner Zeit in Ostgrönland begann Henrik Lund zu malen. Er malte Aquarelle mit Landschaftsansichten. Später malte er auch mit Pastellfarben und Ölfarben. Seine Werke spiegeln seine Liebe zum Vaterland und dessen Natur wider. 1931 waren einige seiner Werke auf der Kolonialausstellung in Rom zu sehen.

### Schriftstellerisches Wirken
Besonders bekannt ist Henrik Lund jedoch als Dichter. Er begann nach seiner Rückkehr aus Ostgrönland Gedichte zu schreiben. Zu seinen frühesten Werken gehört das Gedicht Nunarput utoqqarsuanngoravit, das er 1912 schrieb. Mit einer 1937 entstandenen Melodie von Jonathan Petersen wurde der Text später zur inoffiziellen grönländischen Nationalhymne. Zu einigen seiner Gedichte komponierte er selbst Melodien.
Als Anstoß für sein lyrisches Wirken gelten seine Erlebnisse in Alluitsup Paa, wo er mit den Problemen seiner Zeit konfrontiert wurde, zu denen er fehlende Bildung, Aberglaube, Armut und fehlendes Selbstwertgefühl zählte. Mit seinen Werken versuchte er Heimatliebe aufzubauen und die Bevölkerung zum Fortschritt zu motivieren. Er kritisierte den Konservatismus in der grönländischen Gesellschaft und widersetzte sich in seinen Gedichten den Stimmen, die vor einer Modernisierung und Verwestlichung Grönlands warnten. Sein Kontakt mit der Inuit-Kultur der Tunumiit, die während rund 200 Jahren Kolonialzeit in Westgrönland ausgelöscht worden war, spiegelt sich nicht oder kaum in seinen Werken wider. Vermutlich war Henrik Lund damit aufgewachsen, dass diese unchristlich und damit falsch war, aber wahrscheinlich hegte er doch eine heimliche Anerkennung für sie, obwohl er als Missionskatechet offiziell die Aufgabe hatte, sie auch in Ostgrönland zu vernichten.
Er las bereits in jungen Jahren viel internationale Literatur wie Tolstoi, Rousseau und Gandhi und ließ sich hiervon inspirieren. Teilweise erhielten seine Werke auch deswegen Kritik, weil sie in ihrer Metaphorik nicht der traditionellen grönländischen Denkweise entsprachen, die so etwas wie Vaterlandsliebe eben nicht kannte.
Neben seinen politischen und gesellschaftskritischen Gedichten schrieb er auch reine Unterhaltungsgedichte, die aus kleinen Geschichten bestanden, sowie Naturlyrik, die als schriftliche Verlängerung seiner Landschaftsmalereien angesehen werden müssen. Hierbei weisen seine Werke einen ähnlichen Stil auf wie die von Hans Adolph Brorson und Bernhard Severin Ingemann. Henrik Lund schrieb auch Kirchenlieder und war hierbei vor allem seit seiner Kindheit von Carl Julius Spindler geprägt worden, der in der Herrnhuter Brüdergemeine in Südgrönland tätig gewesen war, zu der er geografisch bedingt engen Kontakt hatte. Ebenso müssen beispielsweise die Missionare Knud Kjer und Nikolaj Edinger Balle sowie der dänische Philosoph und Dichter Nikolai Frederik Severin Grundtvig als prägende Gestalten und stilistische Vorbilder angesehen werden.
Henrik Lund war eine der bedeutendsten kulturellen Persönlichkeiten seiner Zeit. Seine Gedichte stärkten das Nationalbewusstsein der grönländischen Bevölkerung und waren somit Keim für die Mitte des 20. Jahrhunderts entstandenen Autonomiebestrebungen Grönlands.